# Doccetta igienica

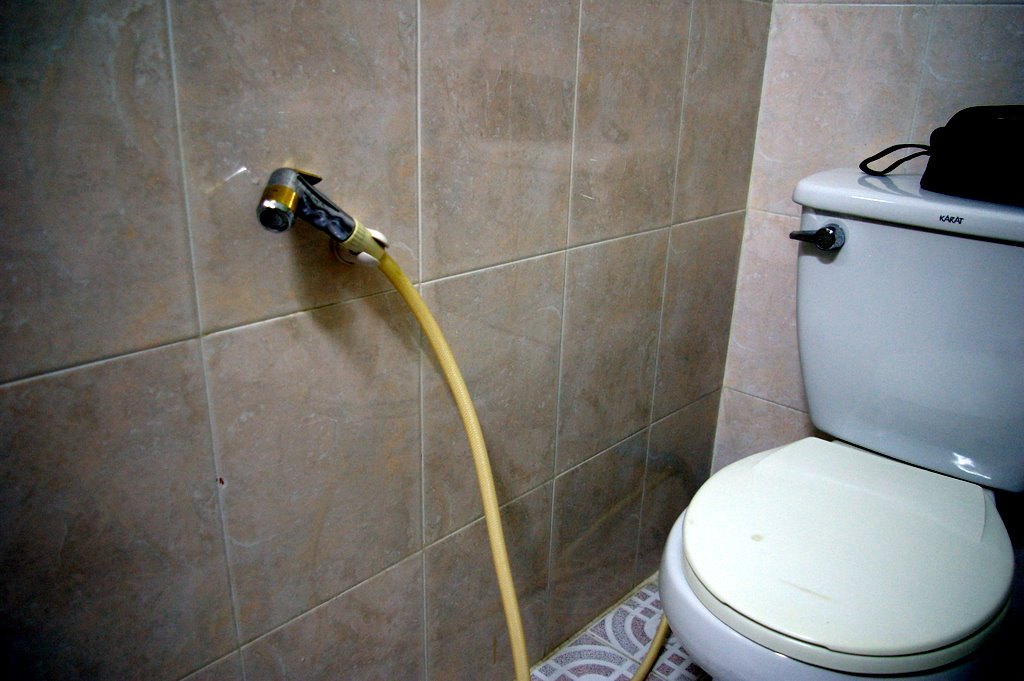
Doccetta igienica

Una doccetta igienica è un dispositivo usato per l'igiene intima, costituito da una comune doccetta attaccata a un tubo connesso all'impianto idrico. Di solito si trova accanto al vaso sanitario. 

## Usi
È comune nei bagni piccoli dove un bidet può non trovare spazio. 

## Diffusione
È molto usata in India e nei Paesi islamici, tanto che nelle pubblicità viene spesso identificata come bidet islamico (in inglese: Islamic bidet). Spesso è descritta dalle parole arabe "shattaf" o "shataf". 
La doccetta è anche molto usata in Thailandia sia nelle case tradizionali che in quelle in stile occidentale, e un apparecchio simile è anche installato nei servizi igienici in Giappone. Fra i paesi europei la si può trovare in Finlandia e in Estonia.